# Membrana externa bacteriana

Estrutura do envelope celular gram-negativo

A membrana externa bacteriana é encontrada em bactérias gram-negativas. Sua composição é distinta da composição da membrana celular citoplásmica interna — ademais doutras coisas, o folheto externo da membrana externa de muitas bactérias gram-negativas inclui um lipopolissacárido complexo cujo cuja porção lipídica age como uma endotoxina — e nalgumas bactérias como E. coli está ligado ao peptidoglicano pela lipoproteína de Braun.
Porinas podem ser encontradas nesta camada.

## Importância clínica
Se o lípido A, parte do lipopolissacárido, entra no sistema circulatório, ele causa uma reação tóxica ao ativar o recetor do tipo toll TLR4. O lípido A é muito patogénico e não é imunogénico. No entanto, o componente polissacarídeo é muito imunogénico, mas não patogénico, e causa uma resposta agressiva pelo sistema imunitário. A pessoa a sofrer terá febre e ritmo respiratório altos e pressão sanguínea baixa. Isto pode levar a choque endotóxico, que pode ser fatal. A membrana externa bacteriana é fisiologicamente tida como a membrana delimitadora de vesículas da membrana externa em culturas, assim como nos tecidos animais na interação hóspede–patógeno, implicadas na translocação de sinais bioquímicos microbiano gram-negativos ao hóspede ou às células-alvo.